# تهم‌رییش

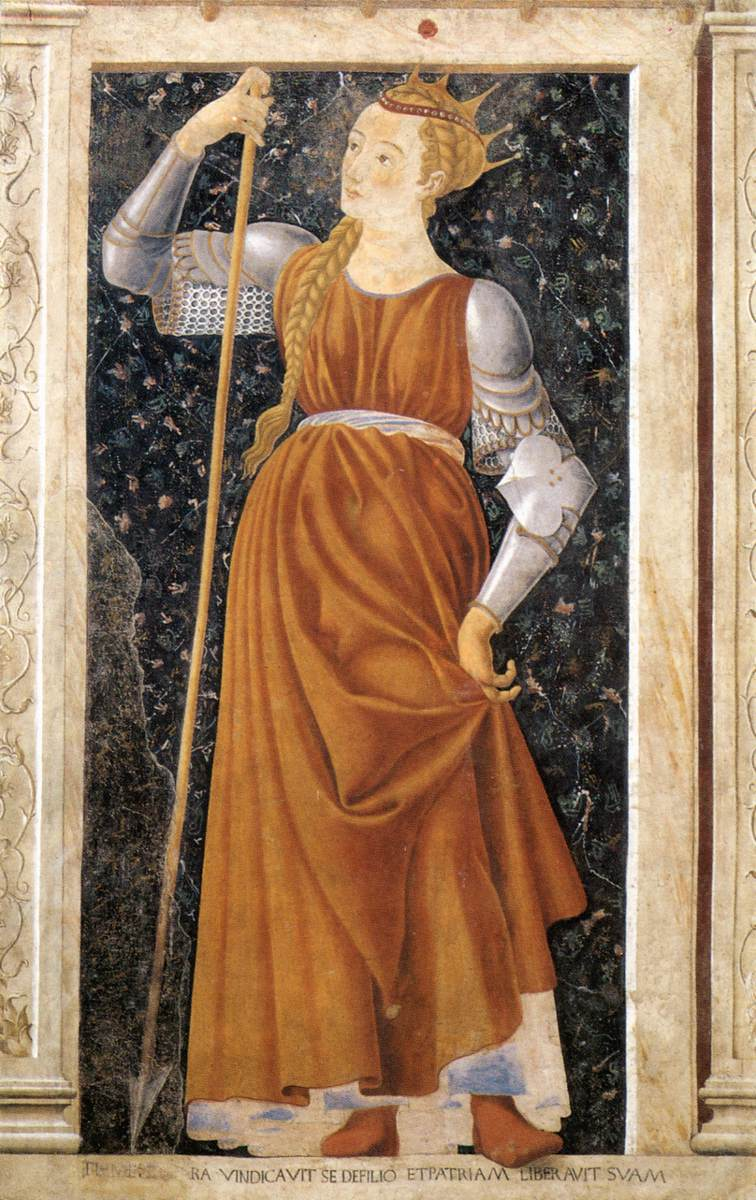
تهم رییش اثر آندره‌آ دل کاستانیو، سده پانزدهم میلادی

تَهم‌رَییش (که در منابع یونانی به صورت Tómuris آمده) فرمان‌روای ماساژت‌ها بود. ماساژت‌ها از مردمان ایرانی بومی آسیای میانه و شاخه‌ای سکاها بودند. بر پایهٔ گفتهٔ هرودوت، این فرد که در رویارویی با سپاه کوروش بزرگ فرمانده سپاه ماساژت‌ها بوده و بنا به روایتی کوروش را شکست داده و او را می‌کشد. نام‌های تَهم‌رَییش و پسرش اسپرگپش که فرمانده ارتش او بود، اصالت ایرانی دارند. از آنجا که مورخانی که نخستین بار دربارهٔ او نوشتند یونانی بودند، از تلفظ نام یونانی این دو بیشتر اوقات استفاده می‌شود. نویسندگان یونانی نام او را Τόμυρις نوشته‌اند.
کوروش بزرگ در این سرزمین هفت دژ مرزبانی ساخت که نیرومندترین این دژها به نام کوروش‌کده، توانست برابر اسکندر مقدونی درایستد و دستیابی او به این منطقه را ناممکن کند.

## ریشه‌شناسی نام
نام این شخصیت را که در کتاب هرودوت به صورت Tómuris آمده می‌توان در زبان اوستایی به صورت -tahma-rayiš* بازسازی کرد که بخش نخست آن همان واژهٔ تَهم در تهمتن به معنی «تنومند، قوی‌تن» و تهماسب به معنی «دارندهٔ اسب نیرومند» است و بخش دوم آن به معنی «شکوه و توانگری» است. نام پسر وی که در منابع یونانی به صورت اسپَرگَپِش (Spargapísēs) آمده در زبان اوستایی به شکل -sparəγa-paēsa یعنی «کسی که زیبایی‌اش به مانند جوانه است» دیده می‌شود. احتمال‌های دیگری را نیز برای ریشه‌شناسی نام تومریس ارائه کرده‌اند که در مجامع علمی از آن‌ها استقبال نشده‌است.
نام لاتین تّمیریس ریشه در نام یونانی تّموریس (Τομυρις] که آن هم یونانی‌شده نام سکایی و فارسی باستانی Taumuriyaʰ به معنی «از خاندان» مشتق شده از هم‌ریشه لغت اوستایی taoxman و فارسی باستان taumā به معنی «تخم»، «جنین»، «خویشی» است.

## سرگذشت

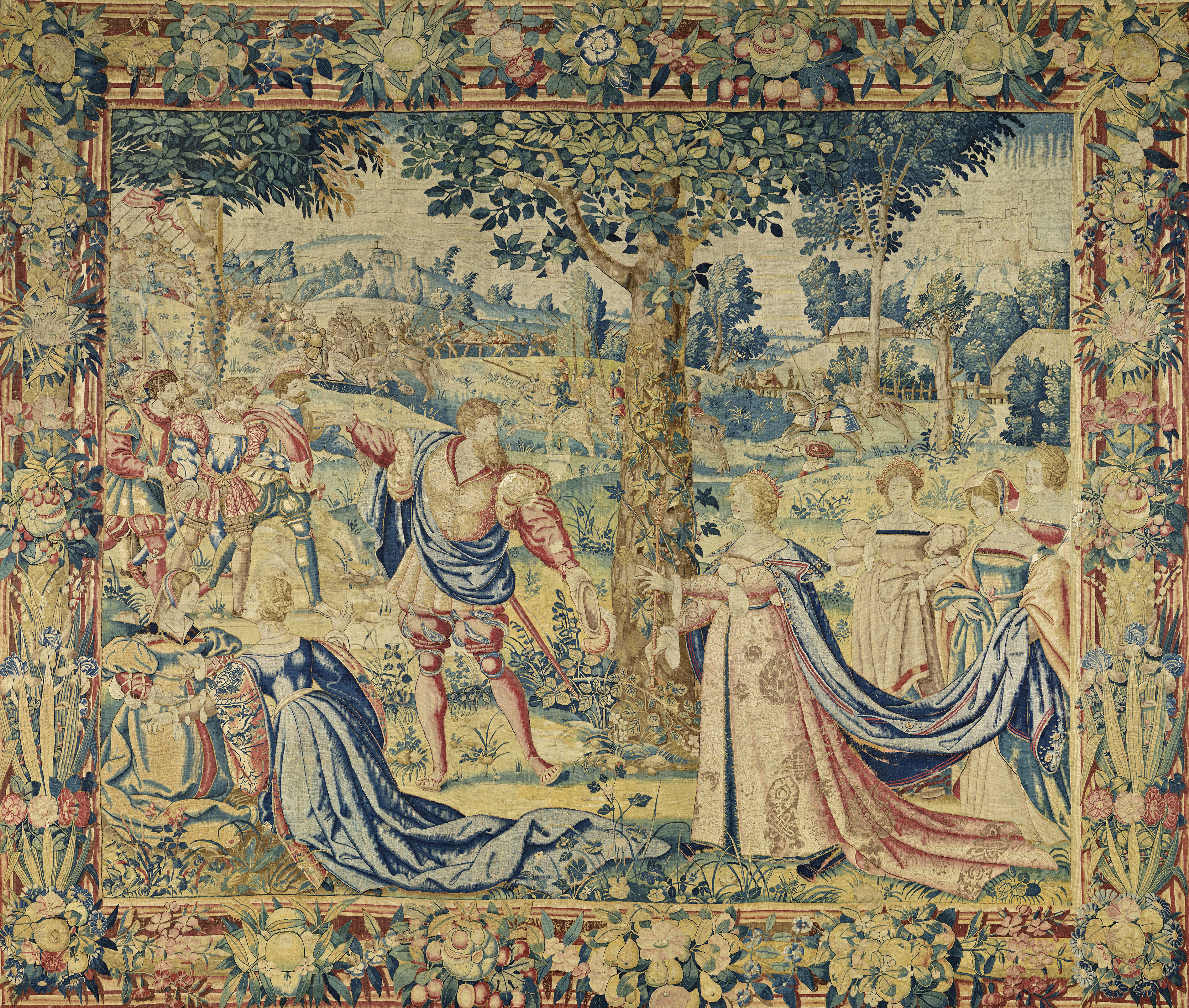
ملکه تَهم‌رَییش متوجه می شود که پسرش اِسپَرگَپِش توسط کوروش اسیر شده است.

پس از مرگ پادشاه ماساژت‌ها زنی بنام تَهم‌رَییش، ملکه آن‌ها شده بود. کوروش نخست سفیری نزد او فرستاد و از این ملکه خواستگاری کرد. اما تَهم‌رَییش به زیرکی دریافت که کوروش چندان خواهان خودِ او نیست بلکه چشم به قلمروی او دارد و از این رو، پیشنهاد را رد کرد. کوروش وقتی دید با تدبیر به مقصود نمی‌رسد آشکارا علیه ماساژت‌ها به لشکرکشی پرداخت و به سوی رود آمودریا حرکت کرد و با ایجاد پل‌های قایقی برای عبور سپاه و ساختن تجهیزات دفاعی روی آن‌ها خواست از آمودریا بگذرد.
هنگامی که مشغول این اقدامات بود پیکی از سوی تَهم‌رَییش این پیام را برایش آورد: «ای پادشاه مادها! دست از این کار‌ها بردار، چون معلوم نیست به سود تو باشند؛ به فرمان‌روایی بر مردم خود بسنده کن و بگذار ما نیز بر مردم خود فرمان برانیم. اما تو اندرز مرا نشنیده خواهی گرفت و هر کار دلت بخواهد خواهی کرد. پس حال که قاطعانه تصمیم داری با ماساژت‌ها زورآزمایی کنی، اگر قصد داری در سرزمین ما بجنگی صبر کن تا ما به اندازه سه روز از کرانه رود دور شویم، یا اگر می‌خواهی در سرزمین خود با ما نبرد کنی همین کار را انجام بده و به اندازه سه روز از ساحل عقب بنشین». کورش پس از دریافت این پیام، بزرگان ایران را فراخواند و مجلسی ترتیب داد و پس از شرح وضعیت، نظر آنان را پرسید. نظر همگی آن بود که در خاک ایران منتظر تَهم‌رَییش و سپاهش بمانند.
اما یک نفر از این بزرگان با این توصیه موافق نبود و نظری معکوس داشت و او، کرزوس پادشاه پیشین لیدیه بود که به کوروش گفت: «سرور من، چون چنان‌که پیش‌تر گفتم زئوس مرا غلام تو ساخته است، وظیفه دارم اگر خطری تو را تهدید کند حداکثر کوشش خود را انجام دهم تا آن را از تو دور سازم، به ویژه که خود از سرنوشتِ شوم خویش درس بزرگی گرفته‌ام. اگر باور داری که خود زندگی جاودان داری و بر سپاهی جاوید فرمان می‌رانی من سخنی ندارم، چون بیانِ اندیشه‌ام سودی ندارد؛ اما اگر می‌پذیری که تو هم انسانی و بر مشتی آدمی‌زادِ فانی فرمان می‌رانی پس اجازه بده نخست بگویم که زندگی آدمی به‌سان چرخ گردنده‌ای است که هیچ‌گاه همیشه بر فراز نیست. پس من نظری وارونه رأی رایزنان تو دارم. اگر بپذیریم در خاک خود منتظر دشمن باشیم این خطر وجود دارد که در صورت شکست، تمام شاهنشاهی‌ات را از دست بدهی، زیرا بدیهی است که ماساژت‌های پیروز آن‌گاه از پیش‌روی باز نخواهند ایستاد؛ و در صورت پیروزی نیز پیروزی‌ات به اندازه زمانی نخواهد بود که آنان را در حال گریز در خاک خودشان دنبال کنی و به قلب کشور تَهم‌رَییش دست یابی. به دلایلی که گفتم این را نیز می‌افزایم که برای کوروش پسر کمبوجیه این ننگ بزرگی است که در برابر زنی عقب بنشیند. پس پیشنهاد می‌کنم از رود بگذریم و تا جایی که آنان پس می‌نشینند پیش برویم، سپس بکوشیم به طریق زیر بر آنان چیره شویم: می‌گویند ماساژت‌ها از خوشی‌های زندگی ایرانیان بی‌خبرند و هرگز مزه فراوانی و رفاه را نچشیده‌اند. پس بهتر است در آن‌جا گاو و گوسفند بسیاری بکشیم و کباب و شراب فراوانی فراهم سازیم و برای سپاهِ ساده‌دل خود ضیافت بزرگی ترتیب دهیم و پیش از آن ضعیف‌ترین افراد سپاه خود را در اردو گذاریم و بقیه سپاه را به کنار رود باز آوریم. اگر اشتباه نکرده باشم ماساژت‌ها با دیدن آن همه چیز‌های خوب با ولع فراوان به خوردن و نوشیدن خواهند پرداخت و آن‌گاه بر ماست تا دلاوری خود را نشان دهیم».
کوروش با شنیدن این دو عقیده متناقض، نظر نخست را رد کرد و عقیده کرزوس را پذیرفت و به تَهم‌رَییش پیام داد که نیروهایش را عقب بکشد، چون او قصد دارد از رود بگذرد و بر ایشان بتازد. ملکه بنا به پیشنهاد نخست‌ِ خود عقب نشست. آن‌گاه کورش، کرزوس را به پسرش کمبوجیه، که به عنوان جانشین خود تعیین کرده بود، سپرد و اکیداً سفارش کرد که در صورت شکست او از ماساژت‌ها با کرزوس به احترام و نیکی رفتار کند. سپس آن دو را روانه پارس کرد و خود با سپاه از رود گذشت.
کوروش بنا به سفارش کرزوس به اندازه یک روز راه از رود آمودریا پیش‌روی کرد و آن‌گاه بهترین سپاهیانش را به کنار رود بازگرداند و کسانی که چندان ارزشی نداشتند در پسِ خود باقی گذاشت. ماساژت‌ها با یک‌سوم نیرو‌های خود به افرادی که کوروش در اُردو باقی گذاشته بود حمله کردند و با وجود ایستادگی ایشان همه را از دم تیغ گذراندند و آن‌گاه چشم‌شان به آن سفره و سور آماده افتاد و بی‌درنگ شکیب از دست دادند و با ولع به خوردن و نوشیدن پرداختند؛ سپس سنگین از خوراک و شراب فراوان از پای افتادند و به خواب رفتند. آن‌گاه ایرانیان سر رسیدند و بسیاری از آن‌ها را کشتند و بسیاری دیگر را به اسیری گرفتند که در میان اسیران پسر ملکه تَهم‌رَییش، که اِسپَرگَپِش نام داشت و فرمانده سپاه بود، نیز وجود داشت.

### مرگ کوروش

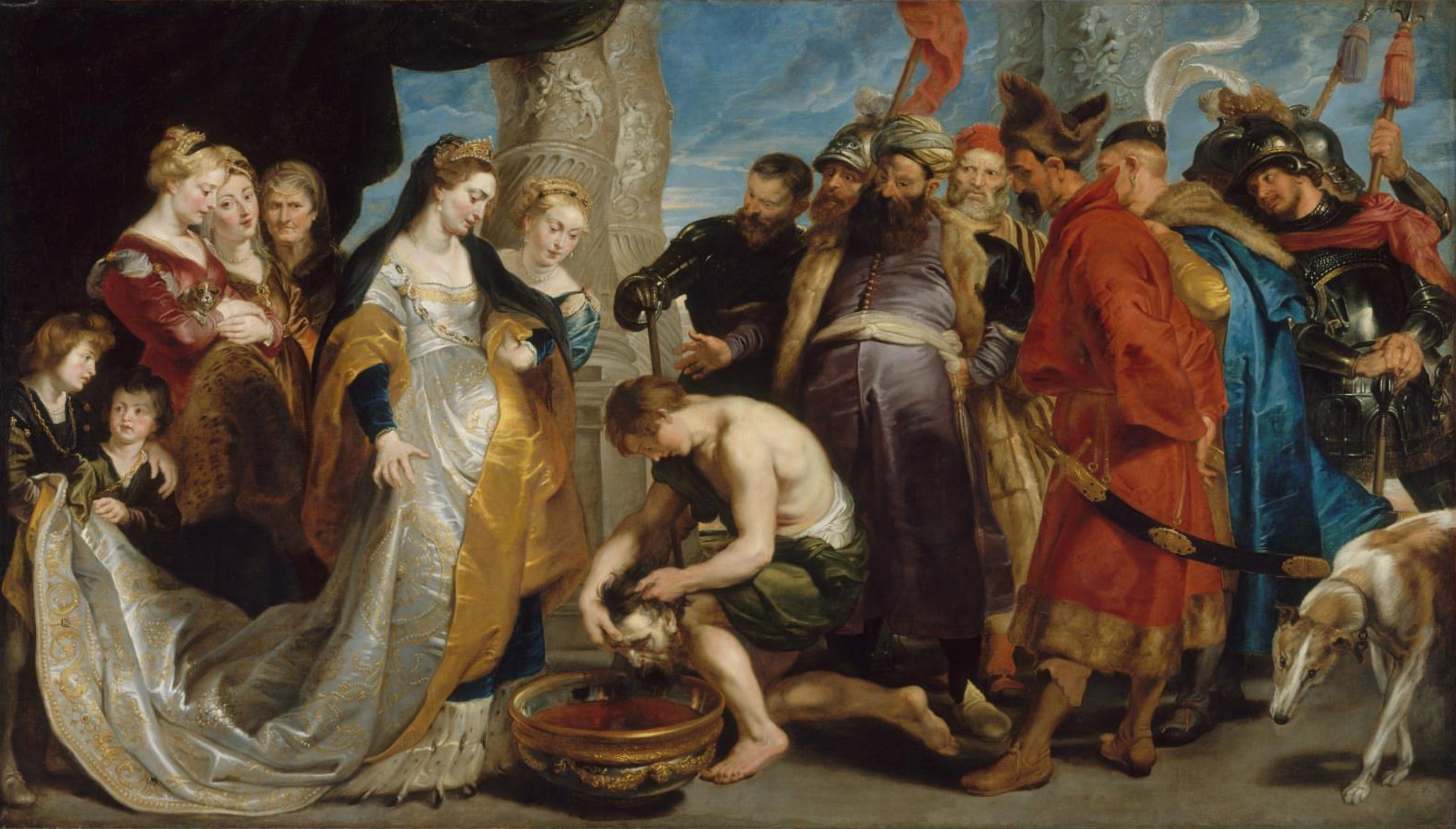
بردن سر کوروش بزرگ نزد تَهم‌رَییش، اثر پیتر پل روبنس

وقتی ملکه از سرنوشت سپاه و پسر خود آگاه شد پیکی فرستاد تا به کوروش بگوید: «ای تشنه به خون! به کامیابی خود مناز که آن را مرهون آب انگوری، آب انگوری که وقتی تا خرخره می‌نوشید شما را گمراه می‌کند، تا جایی که با فرو رفتن شراب در اندام‌های‌تان سیلابی از سخنان زشت بر لبان‌تان فراز می‌آید و با نیرنگِ این زهر بود که بر پسرم پیروز شدی نه با نیروی خود در نبردی مردانه. اکنون اندرز نیکی به تو می‌دهم، به سخنانم گوش کن: پسرم را به من برگردان و با وجود اهانتی که به یک‌سوم سپاه من روا داشتی بی‌مجازات این کشور را ترک کن. وگرنه، به خورشید، خدای ماساژت‌ها، سوگند که هر اندازه تشنه خون باشی خودم سیرابت خواهم کرد!».
کوروش به این پیام اهمیتی نداد. با این حال اِسپَرگَپِش، پسر ملکه، همین که مستی از سرش پرید و به شوربختیِ خود پی برد از کوروش خواهش کرد بند از او برگیرند و کوروش پذیرفت؛ و به محض آن‌که دست‌هایش آزاد شد درجا خود را کشت و بدین‌گونه آن شاهزاده مرد.
اما وقتی کوروش پیام تَهم‌رَییش را ناشنیده گرفت، ملکه تمام نیرو‌های خود را بر ضد او گرد آورد و نبرد درگرفت. طرفین در آغاز با هم فاصله داشتند و سپس به تیررس یکدیگر رسیدند و آن‌قدر به هم تیر انداختند که تیردان‌های‌شان خالی شد. سپس نزدیک و گلاویز شدند و نبرد تن‌به‌تن شد و کار به نیزه و دشنه کشید، و مدتی طولانی این وضع ادامه داشت و یکدیگر را می‌کشتند و هیچ طرف به فکر فرار نیفتاد؛ اما سرانجام ماساژت‌ها غلبه کردند. بخش بزرگی از ارتش ایران و از جمله خود کوروش نابود شد که پس از ۲۹ سال پادشاهی درگذشت. تَهم‌رَییش دستور داد مشکی از خون آدمی پر کنند و در میان کشتگان ایرانی جویای جسد شاه شدند، و وقتی آن را یافتند دستور داد سر کوروش را به درون مشک خون فرو ببرند و در حالی که به جسد اهانت می‌کرد این کلمات را بر زبان راند: «آری، این منم زنده و پیروز و این تویی مرده و بازنده، زیرا با ترفند بزدلانه‌ات پسرم را از من گرفتی. اما اکنون، همان‌طور که به تو وعده داده بودم از خون سیرابت می‌کنم.» ــ درباره چگونگیِ مرگ کوروش روایات گوناگونی شنیده‌ام، اما روایتی را که نقل کردم بیش از بقیه در خورِ اعتماد می‌نمود.

### پیامدها
روایت‌های بسیاری از شیوه مرگ کوروش ثبت شده است. بر پایه روایتی از کتزیاس، کوروش در نبرد با دربیک‌ها جان خود را از دست داد: بر پایه این روایت، او توسط دربیک‌ها و متحدان هندی آن‌ها زخمی می‌شود. پس از آن، متحد کوروش، آمورگس پادشاه آمیرگیان، با ارتش خود مداخله کرد و به سربازان ایرانی یاری رساند تا دربیک‌ها را شکست دهند، در پی این اتفاق کوروش سه روز زنده بود و در طی آن اوضاع به اوضاع کشور رسیدگی کرد و و اسپیتیس پسر سیساما را به عنوان ساتراپ دربیک‌ها منصوب کرد پیش از آنکه سرانجام بمیرد.
اطلاعات کمی در مورد تومیریس پس از جنگ با کوروش وجود دارد. در حدود سال ۵۲۰ پیش از میلاد و احتمالاً پیش از آن، قبیله او توسط پادشاهی به نام سکونخا اداره می‌شد که علیه امپراتوری ایران شورش کرد تا اینکه یکی از جانشینان کوروش، داریوش یکم، پادشاه هخامنشی، از سال ۵۲۰ تا ۵۱۸ پیش از میلاد علیه سکاها لشکرکشی انجام داد. در طی آن او ماساگت را فتح کرد، سکونخا را دستگیر کرد و فرمانروایی را جایگزین او کرد که به قدرت هخامنشی وفادار بود.